# 圍城 (電影)
《圍城》（英語：Besieged City）是一部於2008年出品的香港犯罪劇情片，由劉國昌擔任執導，以及由蔣祖曼、鄧德保、黃孝恩、黃溢濠、藍源瑋、施樂、李日昇等擔任演出，此電影主要以天水圍新市鎮作為地區背景。
此電影於第三十二屆香港國際電影節的「香港電影面面觀 2007-2008」中放映。

## 演員
| 演員   | 角色     |
| 蔣祖曼 | 綺華     |
| 鄧德保 | 何靈傑   |
| 黃孝恩 | Panadoll |
| 黃溢濠 | 何俊傑   |
| 李日昇 | 白木     |
| 藍源瑋 | 雞子     |
| 施 樂  | 拉登     |
| 張穎康 | 朱軒     |
| 凌浩然 | 拗柴     |
| 陳一斐 | 樂樂     |
| 陳靜   | CeCi     |

## 提名
- 第二十七屆香港電影金像獎入圍最佳新演員黃孝恩
- 第二十七屆香港電影金像獎入圍最佳美術指導黃仁逵

## 各地電影分級制度
| 國家／地區 | 級別 |
| ---------- | ---- |
| 香港       | III  |
| 台灣       | 限   |

## 外部連結
- 開眼電影網上《圍城》的資料（繁體中文）
- 豆瓣电影上《圍城》的資料 （简体中文）
- 时光网上《圍．城》的資料（简体中文）
- AllMovie上《圍城》的资料（英文）
- 爛番茄上《圍城》的資料（英文）
- 香港影庫上《圍城》的資料（繁體中文）
- 互联网电影数据库（IMDb）上《圍城》的资料（英文）
- 天下影畫相關網站